# The Players Club
Pour plus de détails, voir Fiche technique et Distribution.
The Players Club est un film américain réalisé par Ice Cube, sorti en 1998.

## Synopsis
Une femme tente de trouver sa place dans le monde du striptease.

## Fiche technique
- Titre : The Players Club
- Réalisation : Ice Cube
- Scénario : Ice Cube
- Musique : Frank Fitzpatrick, Hidden Faces et David Tobocman
- Photographie : Malik Hassan Sayeed
- Montage : Suzanne Hines
- Production : Patricia Charbonnet et Carl Craig
- Société de production : New Line Cinema
- Société de distribution : New Line Cinema (États-Unis)
- Pays :  États-Unis
- Genre : Comédie dramatique
- Durée : 104 minutes
- Dates de sortie : 
  -  États-Unis : 8 avril 1998

## Distribution
- LisaRaye McCoy : Diamond
- Bernie Mac : Dollar Bill
- Monica Calhoun : Ebony
- Jamie Foxx : Blue
- Dick Anthony Williams : M. Armstrong
- Judyann Elder : Mme. Armstrong
- Chrystale Wilson : Ronnie
- Adele Givens : Tricks
- Anthony Johnson : L'il Man
- Jimmy Woodard : Miron
- Montae Russell : Lance
- Oren Williams : Jamal à 4 ans
- Tracey Cherelle Jones : Tina
- Bettina Rae : Vanilla
- Charlie Murphy : Brooklyn
- Terrence Howard : K.C.
- Larry McCoy : St. Louis
- Alex Thomas : Clyde
- Ice Cube : Reggie
- Badja Djola : le Docteur
- John Amos : Freeman
- Faizon Love : Peters
- Ronn Riser : le professeur Mills
- Big Boy : Joe
- Tommy Lister : XL
- Luther Campbell : Luke
- Samuel Monroe Jr. : Junior
- Master P

## Box-office
Le film a rapporté 23 millions de dollars au box-office.